# Postal

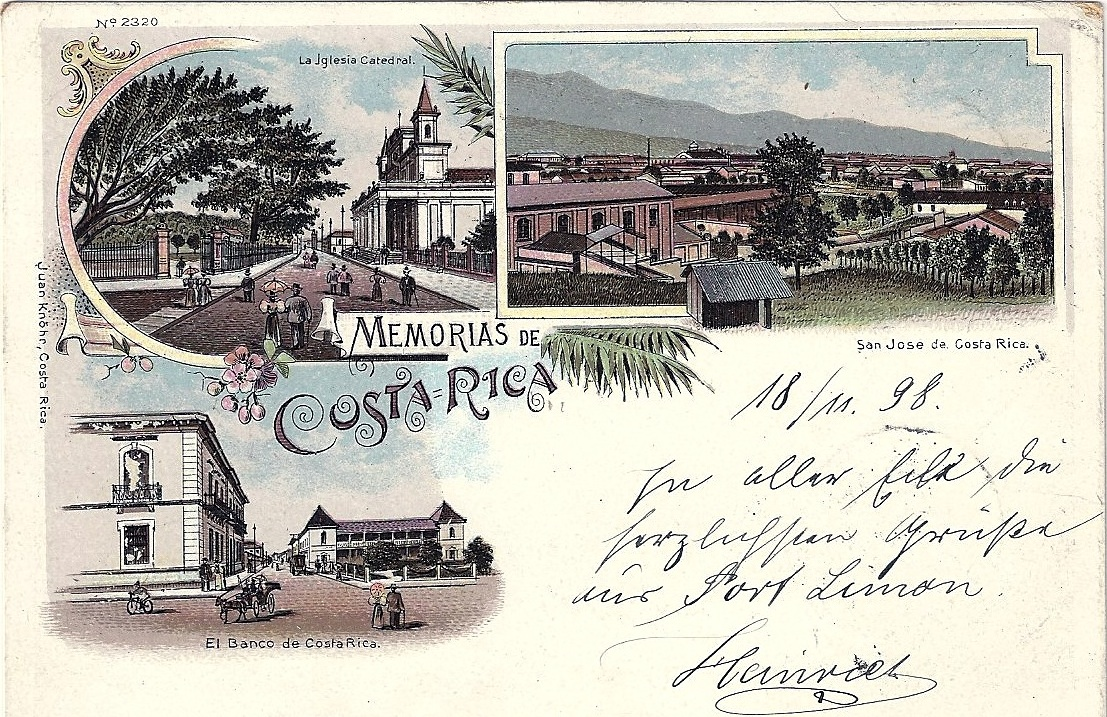
Targeta postal escrita i circulada l'any 1898. És una de les postals més antigues de Costa Rica.

La targeta postal o carta postal en general dita simplement postal, és una peça rectangular de cartolina, o cartó fi, preparada per a escriure-hi i ser enviada pel correu tradicional sense menester d'usar un sobre.

## Història

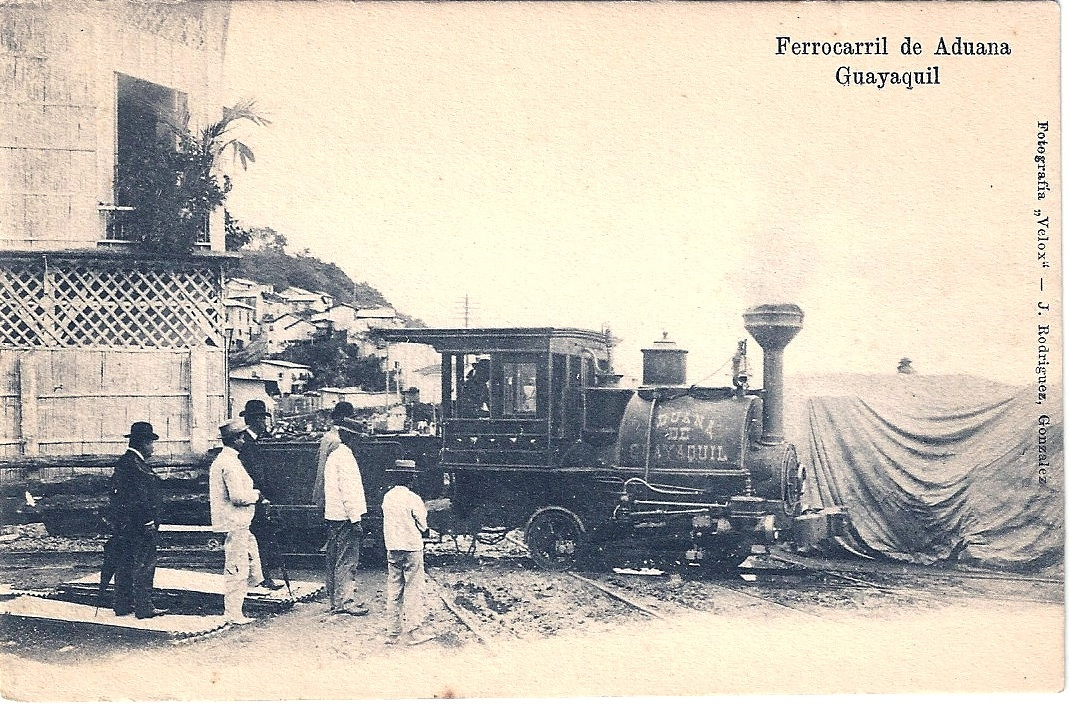
Targeta postal de Guayaquil (Equador), impresa en fototípia, abans de l'any 1906. La locomotora de vapor era la número 2 de la "duana de Guayaquil".

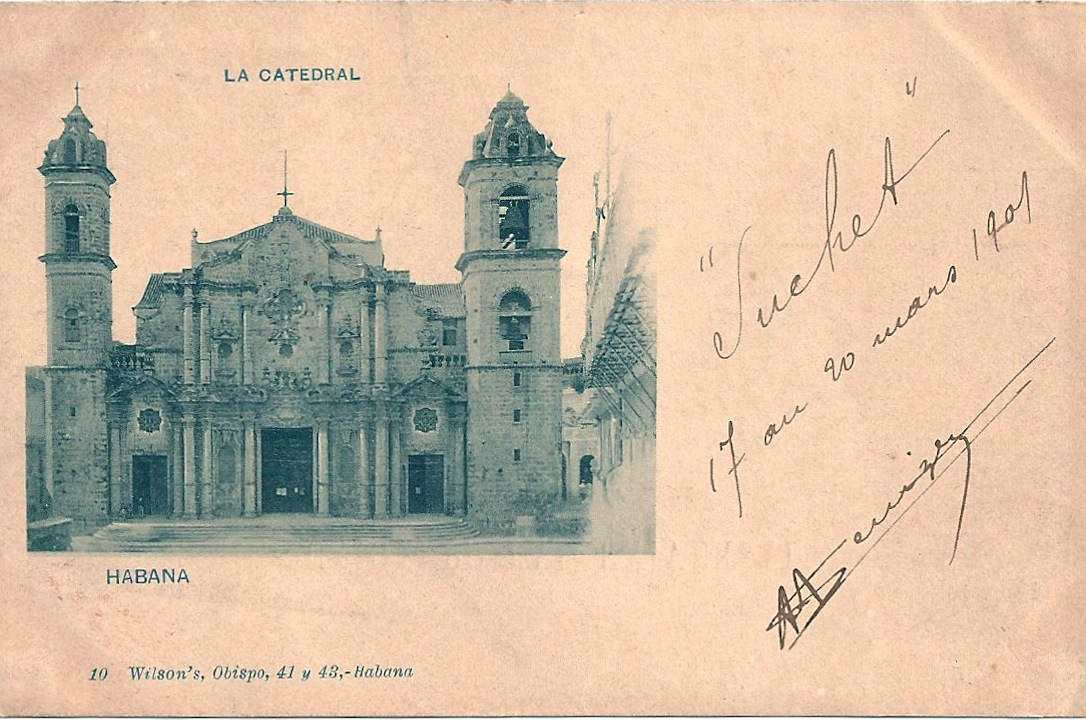
Catedral de l'Havana (Cuba). Targeta postal impresa en fototípia, l'any 1900, per "Hauser i Menet". Editor: "Wilson". Exemplar escrit el 1901.

Les primeres targetes postals van ser editades per les administracions de Correus. Eren postals oficials que tenien imprès el franqueig en una de les cares. L'altra cara estava completament en blanc perquè s'hi pogués escriure un missatge.
La primera postal oficial espanyola va ser emesa el desembre de 1873. Però no era una postal il·lustrada (llevat el segell imprès i una orla). Les edicions oficials, de tots els països, també es diuen "postals senceres". Aquestes postals eren monòtones i avorrides.
Amb la millora dels mètodes d'impressió, en l'última dècada del segle xix van triomfar les veritables targetes postals il·lustrades, impreses i editades per la indústria privada.
A la fi del segle xix, la Unió Postal Universal va regular el format de les postals. Es va recomanar que les seves dimensions fossin 9 x 14 centímetres. Aquest és el format de les postals antigues, que es va mantenir fins a prop de l'any 1960. Les postals modernes són una mica més grans, mesuren prop de 10,5 x 15 centímetres.
A l'anvers, les postals porten imprès un dibuix o una fotografia, sovint del lloc on van ser comprades, i és per això que són un article habitual de venda en botigues de records, quioscos de premsa i hotels als països més turístics, com ara Catalunya.
L'any 1901 es va posar de moda l'intercanvi de targetes postals. A l'èxit va contribuir que el cost del seu enviament era la meitat que el d'una carta normal. A més, moltes de les postals antigues tenien una gran qualitat d'impressió. Aquestes postals avui en dia són objecte de col·leccionisme, pel seu gran valor documentari.
Des de l'any 1906, el revers de la postal se sol trobar dividit en dues meitats: l'esquerra per contenir el missatge enviat, i la dreta per enganxar-hi el segell i posar l'adreça del destinatari.
La principal diferència respecte a una carta convencional és que la postal no utilitza sobre, doncs el seu contingut pot ser llegit amb facilitat, per això no se n'aconsella l'ús per a enviaments la privacitat dels quals sigui important.
Al darrer terç del segle XX es registren, per una banda, mirades nostàlgiques envers les antigues postals, i per altra banda, un salt qualitatiu considerable en quant al llenguatge fotogràfic de les postals. tractant de superar els tòpics i enfocaments habituals de les postals clàssiques de paisatges i monuments.
Entre els anys 80 i 90 del segle xx, coincidint amb el moment d'expansió de la cultura del disseny al voltant dels Jocs Olímpics de Barcelona 92,va adquirir molt protagonisme la postal publicitària, pensada més com a anunci que no per a ser escrita i enviada.
Des de la fi del segle xx, el correu electrònic, primer, i sobretot la missatgeria instantània, van acabar de desplaçar completament el costum d'escriure i enviar targetes postals.
L'any 2022 el Museu d'Història de Catalunya va dedicar una exposició temporal a la història i el col·leccionisme de targetes postals.

## Impressors i editors

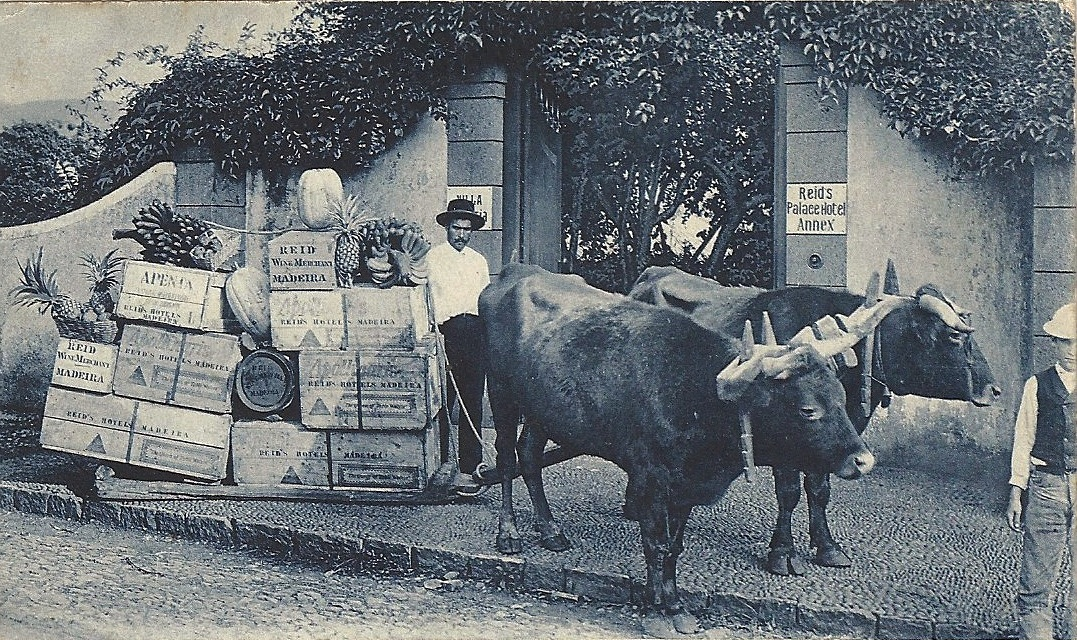
Antiga targeta postal de Funchal, Madeira, Portugal. Va ser enviada l'any 1914. Impresa fototípia, amb tinta blava. Autor de l'fotografia original: M. O. Perestrello.

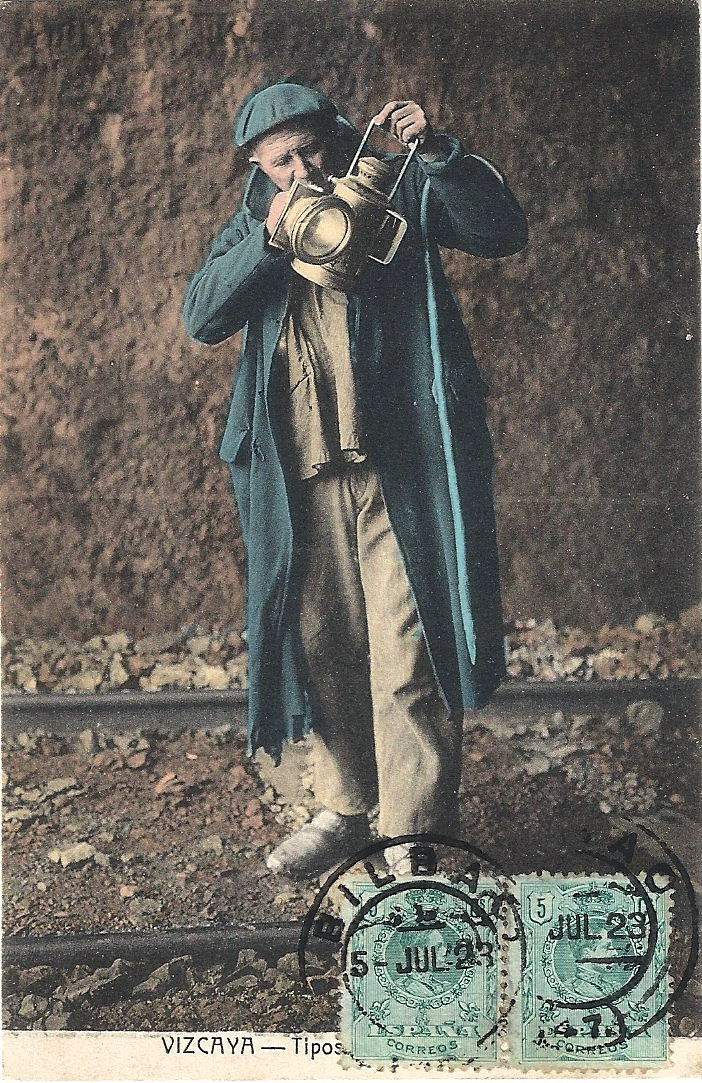
Ferroviari de Biscaia (Espanya). Targeta postal circulada l'any 1923. Fototípia acolorida a mà.

Fins a la Primera Guerra Mundial (1914-1918), les millors impremtes eren les de l'àrea germànica (Alemanya, Àustria i Suïssa), que van destacar per la perfecta producció de postals impreses amb els procediments anomenats fototípia i cromolitografia (litografia en diversos colors).
A Espanya, des de l'any 1890, la impremta més prestigiosa va ser el taller de fototípia "Hauser i Menet", de Madrid. Aquesta casa va ser fundada per dos impressors suïssos: els senyors Oscar Hauser i Adolfo Menet. La seva empresa és considerada la primera que va editar postals de vistes i monuments a Espanya, a partir de l'any 1892.
La producció de Hauser i Menet va ser immensa. Per exemple, en un anunci publicat a la revista "Espanya Cartófila", el desembre de 1902, s'afirmava: " Producció mensual: 500.000 targetes postals ", " Especialitat en targetes postals il·lustrades en fototípia ". En aquell any l'empresa tenia els seus tallers al carrer de la Ballesta, número 30, de Madrid.
Hauser i Menet també van ser editors, a més d'impressors. El 1897 van iniciar la publicació d'una àmplia sèrie general de vistes i monuments d'Espanya. El 1905 es va assolir el número 2.000 d'aquesta sèrie. Paral·lelament, van imprimir postals per a molts editors locals, i també van rebre alguns encàrrecs des d'Amèrica (Cuba, Equador i Colòmbia).
Fins a l'any 1950, l'empresa Hauser i Menet va mantenir el sistema d'impressió en fototípia. A continuació va adoptar altres tècniques, com el gravat al buit, i es va especialitzar en la impressió de revistes de gran tirada, arribant a comptar amb una plantilla de mil treballadors el 1978. Però en aquests anys ja no produïen postals.
A Barcelona, la primera postal coneguda data del 1872 i va ser editada per Àlvar Verdaguer. A partir d'aquesta data convé destacar diversos editors catalans de targetes postals com ara Àngel Toldrà Viazo, que s'identificava amb les inicials ATV, Josep Thomas i Bigas, Josep Obradors i Pascual o Lluís Bartrina, entre d'altres.
A Catalunya, en la postguerra, Frederic Pau Verrié va dedicar-se durant uns anys a l'edició de postals d'art (Edicions Salve). Algunes botigues es van especialitzar, també, en la venda de postals d'art, com l'Estamperia d'art, que va estar establerta als baixos de la casa de la Congregació de la Puríssima Sang, a la Plaça del Pi de Barcelona. Mentrestant, les postals per a consum turístic es distribuïen als quioscos, llibreries, botigues de records o estancs i s'exposaven utilitzant uns característics expositors giratoris.

## A partir de 1958
En el cas de les postals espanyoles modernes, impreses des de finals dels anys cinquanta, és possible datar-les gràcies a la normativa del Dipòsit Legal. Fins a l'any 1957, en els reversos era normal només trobar el nom de la impremta, o de l'editor, i el lloc de la presa, però no l'any de l'edició. És a partir de 1958 quan pel Reglament del Servei del Dipòsit Legal aprovat per Decret de 23 de desembre de 1957 (BOE núm 17, de 1958.01.20) es va regular que, a partir d'aquesta data, totes les postals haurien de portar a la part posterior, després del número del Dipòsit legal, l'any d'edició o, si no, una xifra romana, prenent com a any zero, precisament, 1957. És a dir, si la postal porta "I", la imatge va ser impresa el 1958, "V" seria 1962, o "IX" 1966.
Entre les principals editores de postals durant aquella època sobresurt la barcelonina "Escudo de Oro", fundada el 1956, que va créixer molt aprofitant el desenvolupament de la indústria turística. Enviar una postal a familiars i amics durant un viatge va esdevenir una de les pràctiques habituals dels turistes, de manera que la temàtica de les postals va passar d'estar centrada exclusivament en els monuments o els paisatges i es va ampliar amb nous motius com els menjars típcis, les festes populars i tradicionals, etc.
Per altra banda, la millora de les tècniques d'impressió va permetre que algunes editorials apostessin per postals basades en una fotografia de qualitat, tractant d'apartar-se dels tòpics turítstics més convencionals. Es poden esmentar, com a exemple, les postals de "Triangle Postals".
El correu electrònic, primer, i les aplicacions mòbils, tot seguit, han reduït molt el costum d'enviar postals.

## Postals virtuals o electròniques
Una postal virtual és la que s'envia a través d'Internet, normalment per correu electrònic. Poden ser estàtiques o animades (per exemple amb el programa Flash).
A través d'un cercador d'Internet, escrivint les paraules: "postal", "postals", o "targetes postals", es troben nombrosos llocs que ofereixen postals virtuals de tota classe (Nadal, amor, amistat, felicitacions, bromes, aniversaris ...). Aquestes postals, exclusivament electròniques, solen ser gratuïtes. El seu inconvenient és que impacten menys que les postals tradicionals, i poden confondre amb missatges de tipus publicitari.
Atenent a com es genera una postal, podem parlar de la postal híbrida, que és la que es confecciona connectat "en línia" i després s'imprimeix en suport de cartolina, i s'envia al seu destinatari utilitzant un servei de correu postal. Un gran avantatge pel que fa a les postals exclusivament virtuals és que l'usuari, a més de poder seleccionar quines imatges i textos van en l'anvers i el revers, envia un producte tangible (que es pot tocar).
L'Art correu utilitza sovint aquest suport com a mitjà de difusió, tant en la seva versió tradicional com en la digital.

## Cartofilia
La cartofilia és el col·leccionisme de targetes postals, molt arrelat des del començaments del segle XX
El col·leccionisme comporta també l'estudi de la història i de les particularitats de les targetes postals, com també propostes de classificació de les mateixes
Són nombrosos el col·leccionistes de postals com també les associacions cartòfiles entre les quals es compta el Cercle Cartòfil de Catalunya